# Stenotarsus
Stenotarsus es un género de coleóptero de la familia Endomychidae. Hay más de 250 especies descritas.

## Especies
Las especies de este género son:
- Stenotarsus abdominalis
- Stenotarsus adumbratus
- Stenotarsus affinis
- Stenotarsus agusanus
- Stenotarsus albertisii
- Stenotarsus alfierii
- Stenotarsus alternatus
- Stenotarsus angulipennis
- Stenotarsus angustulus
- Stenotarsus anisotomoides
- Stenotarsus anomalus
- Stenotarsus antennatus
- Stenotarsus ardens
- Stenotarsus argentinus
- Stenotarsus arithmeticus
- Stenotarsus arrowi
- Stenotarsus atratus
- Stenotarsus atricollis
- Stenotarsus atripennis
- Stenotarsus atripes
- Stenotarsus atriventris
- Stenotarsus aureolus
- Stenotarsus auricomus
- Stenotarsus basalis
- Stenotarsus bicolor
- Stenotarsus bicoloriceps
- Stenotarsus bimaculatus
- Stenotarsus bimaculipennis
- Stenotarsus birmanicus
- Stenotarsus biroi
- Stenotarsus bivulnerus
- Stenotarsus blackburni
- Stenotarsus blatchleyi
- Stenotarsus brevicollts
- Stenotarsus brevis
- Stenotarsus bruuneus
- Stenotarsus buchgraberi
- Stenotarsus callistus
- Stenotarsus caracasensis
- Stenotarsus castaneus
- Stenotarsus cheesmanae
- Stenotarsus chiriquinus
- Stenotarsus chrysoceras
- Stenotarsus chrysomelinus
- Stenotarsus cingulatus
- Stenotarsus circumdatus
- Stenotarsus clavicornis
- Stenotarsus claviger
- Stenotarsus coccineus
- Stenotarsus commodus
- Stenotarsus compactus
- Stenotarsus conspicuus
- Stenotarsus convexus
- Stenotarsus crassicornis
- Stenotarsus crassiusculus
- Stenotarsus cuprivestis
- Stenotarsus cyanoptera
- Stenotarsus decorus
- Stenotarsus dentipes
- Stenotarsus discipennis
- Stenotarsus discoidalis
- Stenotarsus distinguendus
- Stenotarsus eltipticus
- Stenotarsus erotyloides
- Stenotarsus exiguus
- Stenotarsus fairmairei
- Stenotarsus favareli
- Stenotarsus femoralis
- Stenotarsus ferruginatus
- Stenotarsus flavago
- Stenotarsus flavicornis
- Stenotarsus flavipennis
- Stenotarsus flavipes
- Stenotarsus flavomaculatus
- Stenotarsus flavoscapularis
- Stenotarsus flavotestaceus
- Stenotarsus fuscicornis
- Stenotarsus fyanus
- Stenotarsus globosus
- Stenotarsus globulus
- Stenotarsus grandis
- Stenotarsus gravidus
- Stenotarsus guatemallae
- Stenotarsus guineensis
- Stenotarsus guttatus
- Stenotarsus haemorrhoidalis
- Stenotarsus hilaris
- Stenotarsus hispidus
- Stenotarsus honestus
- Stenotarsus ictericus
- Stenotarsus incertus
- Stenotarsus insolitus
- Stenotarsus internexus
- Stenotarsus kokodensis
- Stenotarsus kurosai
- Stenotarsus latemaculatus
- Stenotarsus lateniger
- Stenotarsus latipes
- Stenotarsus lemniscatus
- Stenotarsus leoninus
- Stenotarsus lignarius
- Stenotarsus lituratus
- Stenotarsus loebli
- Stenotarsus lombardeaui
- Stenotarsus longulus
- Stenotarsus longus
- Stenotarsus luluensis
- Stenotarsus maculicollis
- Stenotarsus maculosus
- Stenotarsus madecassus
- Stenotarsus madurensis
- Stenotarsus malayensis
- Stenotarsus malleri
- Stenotarsus marginalis
- Stenotarsus militaris
- Stenotarsus minimus
- Stenotarsus minor
- Stenotarsus minutissimus
- Stenotarsus minutus
- Stenotarsus mollis
- Stenotarsus mombonensis
- Stenotarsus monrovius
- Stenotarsus musculus
- Stenotarsus mysorensis
- Stenotarsus nakanei
- Stenotarsus nanus
- Stenotarsus nietneri
- Stenotarsus nigerrimus
- Stenotarsus nigricans
- Stenotarsus nigriclavis
- Stenotarsus nigricollis
- Stenotarsus nigricornis
- Stenotarsus nigripes
- Stenotarsus nigrocyaneus
- Stenotarsus nilgiricus
- Stenotarsus nobilis
- Stenotarsus notaticollis
- Stenotarsus oblongulus
- Stenotarsus obscurus
- Stenotarsus obtusus
- Stenotarsus orbicularis
- Stenotarsus oshimanus
- Stenotarsus ovatulus
- Stenotarsus ovulum
- Stenotarsus pachyceras
- Stenotarsus pallidipennis
- Stenotarsus panamanus
- Stenotarsus pantherinus
- Stenotarsus papuensis
- Stenotarsus parallelus
- Stenotarsus pardalis
- Stenotarsus parvicornis
- Stenotarsus pauli
- Stenotarsus peguensis
- Stenotarsus perforatus
- Stenotarsus perturbans
- Stenotarsus philippinarum
- Stenotarsus picticollis
- Stenotarsus pilatei
- Stenotarsus pisoniae
- Stenotarsus planicollis
- Stenotarsus politus
- Stenotarsus pulcher
- Stenotarsus pulcherrimus
- Stenotarsus pumilio
- Stenotarsus punctatostriatus
- Stenotarsus purpuratus
- Stenotarsus pusillus
- Stenotarsus quadrimaculatus
- Stenotarsus quadrisignatus
- Stenotarsus quinarius
- Stenotarsus quinquenotatus
- Stenotarsus rotundus
- Stenotarsus rubicundus
- Stenotarsus rubiginosus
- Stenotarsus rubripennis
- Stenotarsus rubrocinctus
- Stenotarsus ruficollis
- Stenotarsus ruficornis
- Stenotarsus rufipes
- Stenotarsus rufitarsis
- Stenotarsus rufiventris
- Stenotarsus russatus
- Stenotarsus rutilus
- Stenotarsus ryukyensis
- Stenotarsus sallei
- Stenotarsus schereri
- Stenotarsus scymnoides
- Stenotarsus secticollis
- Stenotarsus semifasciatus
- Stenotarsus seminalis
- Stenotarsus seniculus
- Stenotarsus sericatus
- Stenotarsus sicarius
- Stenotarsus smithi
- Stenotarsus solidus
- Stenotarsus striatocollis
- Stenotarsus striatus
- Stenotarsus subtilis
- Stenotarsus sudanicus
- Stenotarsus sulcithorax
- Stenotarsus tabidus
- Stenotarsus tarsalis
- Stenotarsus tenuicornis
- Stenotarsus testaceicornis
- Stenotarsus thoracicus
- Stenotarsus tomentosus
- Stenotarsus triplagiatus]
- Stenotarsus tristis
- Stenotarsus tympanizans
- Stenotarsus umbrosus
- Stenotarsus ursinus
- Stenotarsus usambaricus
- Stenotarsus validicornis
- Stenotarsus vallatus
- Stenotarsus varicornis
- Stenotarsus ventricosus
- Stenotarsus vulpes
- Stenotarsus yoshionis